# La Línea (Sonora)
La Línea, también conocida como La Línea de Basconcobe, es una ranchería del municipio de Etchojoa ubicada en el sur del estado mexicano de Sonora, en la zona del valle del Mayo. Según los datos del Censo de Población y Vivienda realizado en 2020 por el Instituto Nacional de Estadística y Geografía (INEGI), La Línea (La Línea de Basconcobe) tiene un total de 398 habitantes.

## Geografía
La Línea se sitúa en las coordenadas geográficas 26°57'26" de latitud norte y 109°39'39" de longitud oeste del meridiano de Greenwich, a una elevación de 18 metros sobre el nivel del mar.